# M/B Dalmacija
M/B Dalmacija je bio hrvatski putničko-teretni brod, poslije prenamijenjen u brod za kružna putovanja (putnički po AIS-u). IMO broj mu je bio 6411964. MMSI broj bio je 238047000. Pozivni znak bio je 9AOB.
Građena u puljskom brodogradilištu Uljaniku. Porinuta je 1964. godine. Pri ličenju balastnog tanka 1964. godine došlo je do eksplozije pri čemu su poginula tri radnika. Naručitelju Jadroliniji predana je 1965. godine. Brod je imao 5651 brt i mogao je primiti 314 putnika. Bila je korisne nosivosti 1701 dwt. Bio je dug 116 metara a u najširem dijelu 17 metara širok. Pogonila su ga dva diesel-motora ukupne snage 5516 kW proizvođača Sulzer Jugoturbina Karlovac. Razvijao je brzinu do 18 čvorova. Za onodobne prilike u Hrvatskoj brod je bio izvrstan, ali je bio slabije ekonomski isplativ. Plovio je na ruti prema Bliskom Istoku, no izbijanjem rata pruga je obustavljena. Na to ga je uprava dala rekonstruirati i prenamijenila u brod za kružna putovanja. Prenamjenu su napravili 1969. godine u brodogradilištu CRDA - San Marco u Monfalconeu. Zakupile su ga agencije iz SR Njemačke i plovio je svugdje po svijetu. Izbijanjem velikosrpske agresije na Hrvatsku brod je promijenio upisnik i podigao je Svetog Vincenta i Grenadina. 1997. godine prodan je poduzeću Intercruises Zagreb. 2001. godine kupila ga je puljska Uljanik plovidba (luka upisa Pula). Od 2006. godine plovio je za Adriatic Cruises Rijeka (Autotrans d.d. Rijeka). Nagomilali su se dugovi pa je brod prodan na dražbi. Plovio i pod zastavom Svetog Kristofora i Nevisa. Obnova klase bila je neisplativa pa su ga vlasnici odlučili prodati za staro željezo. 2009. godine je nasukan u rezalištu Alangu i izrezan je od prosinca iste godine.